# Werner Mummert
Werner Mummert (Lüttewitz, 31 marzo 1897 – Šuja, 28 gennaio 1950) è stato un generale tedesco.

## Biografia
Mummert durante la prima guerra mondiale si arruolò come volontario nell'Esercito sassone e nel 1916 fu promosso tenente.
Con il 2º squadrone del Reale Reggimento di Carabinieri prese parte nella Divisione Mar Baltico alle battaglie in Finlandia, riuscendo come comandante di plotone il 26 aprile 1918 a occupare un importante, strategico crocevia presso Janakkala.
Per questa impresa il 16 giugno 1918 fu decorato dal re di Sassonia  Federico Augusto III con la Croce di Cavaliere dell'Ordine militare di Sant'Enrico. 
Inoltre Mummert durante la guerra fu insignito di entrambe le classi della Croce di Ferro.
Dopo la fine della guerra, Mummert lasciò il servizio militare.
Nel 1936 egli fu nuovamente arruolato come Oberleutnant della Wehrmacht. Mummert fu inoltre membro delle SS e appartenne come SS-Obersturmbannführer al 16º SS-Reiterstandarte. Come comandante della divisione di ricognizione n. 256 ricevette con il grado di Maggiore il 17 agosto 1942 la Croce di Cavaliere della Croce di Ferro e fu promosso Oberstleutnant della Riserva. Mummert era schierato in posizione di attacco sul fronte orientale. Nel gennaio 1945 divenne Comandante della Divisione corazzata Müncheberg e fu promosso Maggior Generale della Riserva. 

### Battaglia di Berlino
((DE)  Erich Kuby, Die Russen in Berlin. Scherz-Verlag, München 1965, S. 100.)
Sotto il comandante di nuova nomina dell'artiglieria generale della città Helmuth Weidling, il 25 aprile 1945 Mummert assunse il comando dei settori di difesa della città A e B (nella parte orientale di Berlino).
Da Weidling, Mummert ricevette poco dopo anche il LVI Corpo corazzato.
Egli combatté con le sue unità a Rudow, Tempelhof, presso la stazione di Berlino Anhalt, sulla Potsdamer Platz e a Schöneberg.
Il Generale acquisì quindi un trattamento di rispetto:
(Diario del tenente Kroemer, Divisione corazzata Müncheberg, 27 aprile 1945: citato in: Der Kampf um Berlin in Augenzeugenberichten, S. 272.)
Mummert riuscì, con le ultime azioni combattute con ciò che rimaneva delle sue unità, a lasciare Berlino, ma fuori della città fu preso prigioniero dai Russi.
Morì nel 1950 nel campo di prigionia di Šuja, in Unione Sovietica.

## Riconoscimenti e decorazioni
- Croce dell'Ordine militare della Croce Tedesca in oro l'11 gennaio 1942[4]
- Citazione nel Giornale degli eroi il 4 maggio 1942[4]
- Croce di Cavaliere della Croce di Ferro con fronde di quercia e spade[4]
  - Croce di Cavaliere il 17 agosto 1942
  - Fronde di quercia il 20 marzo 1944 (429ª assegnazione)
  - Spade il 23 ottobre 1944 (107ª assegnazione)